# Beyond Dawn
I Beyond Dawn sono stati un gruppo avant-garde metal norvegese attivo dal 1990 al 2003. Il loro suono si è evoluto dal doom metal degli esordi a forme via via più sperimentali e tendenti all'avant-garde metal. Dal 2003 la band è in pausa indefinita.

## Componenti
- Espen Ingierd - chitarra, voce
- Petter Haavik - chitarra
- Tore Gjedrem - basso
- Einar Sjursø - batteria

## Discografia

### Album in studio
- 1994 - Longing for Scarlet Days
- 1995 - Pity Love
- 1996 - Revelry
- 1999 - In Reverie
- 1999 - Electric Sulking Machine
- 2003 - Frysh
- 2005 - We're Down with Species of Any Kind

### EP e Singoli
- 1993 - Up Through the Linear Shades
- 2003 - Far from Showbiz

### Remix album
- 2005 - We're Down with Species of Any Kind

### Demo
- 1990 - Tales from an Extinguished World
- 1991 - Heaven's Dark Reflection

### Raccolte
- 2009 - Bygones
- 2013 - The Righteous Underground